# Даниель, Николас
Николас Даниэль, OBE (родился 9 января 1962 года) — британский гобоист и дирижер, профессор Высшей школы музыки в Троссингене, Германия. В 2003 году был назначен художественным руководителем Международного музыкального фестиваля в Лестере .

## Образование
Он получил образование в Соборной школе в Солсбери и в школе Перселла. Учился у выдающейся гобоистки XX века Джанет Кракстон.

## Награды
Николас Даниэль выиграл ежегодный Конкурс молодых музыкантов BBC в 1980 году и был награжден королевой Великобритании Елизаветой II Королевской медалью за музыку 2011 года за «выдающийся вклад в музыкальную жизнь нации». В 2016 году его запись концертов Воана Уильямса и Макмиллана была удостоена премии BBC Music Magazine Premiere Award. В 2020 году, королева Елизавета II назначила Николаса Даниэля офицером ордена британской империи, за что он получил титул OBE.

## Преподавание
Даниэль долгое время был профессором гобоя в Гилдхоллской школе музыки и театра, в 1997 году стал профессором гобоя и дирижирования на факультете музыки Университета Индианы. Затем он принял приглашение стать профессором гобоя на престижной должности Его Величества Принца-Консорта в Королевском колледже музыки в Лондоне. В 2004 году был назначен профессором гобоя в Высшей Школе музыки в Троссингене, Германия.

## Исполнительская деятельность
Николас Даниэль является одним из основателей ансамблей Haffner Wind и Britten Sinfonia, а также сформировал дуэт с пианистом Джулиусом Дрейком в 1981 году.
В качестве первого гобоя Бриттен Синфонии, Даниэль часто выступает в качестве члена оркестра, а также в качестве солиста и дирижера. В 2009 году его ансамбль Бриттен Синфония выпустил свою первую запись в которой Николас Даниель выступил в качестве солиста в «Песнях неба» Джона Тавенера .

## Поддержка современной музыки
Даниэль заказал и впервые исполнил множество новых произведений для гобоя, чтобы повысить статус гобоя как сольного инструмента. Среди этих произведений:
- The Kingdom of Dreams Джона Вулрича (1989)
- Двойной концерт Саймона Бейнбриджа (1990)
- An Interrupted Endless Melody Харрисона Бертуистла (1991)
- First Grace of Light Питера Максвелла Дейвиса (1991)
- Helios Теи Масгрейв (1994)
- Концерт для гобоя Джона Вулрича (1996)
- Гобойный Квинтет Джона Вулрича (1998)
- Концерт для гобоя Найджела Осборна (1998)
- Три каприччио для соло-гобоя Джона Вулрича (2001)
- The Two’s Company Теи Масгрейв (2005)
- The Fabric of Dreams Майкла Зев Гордона (2006)[7]
- Kaleidoscopes Джона Тавенера (2006)[8]
- Sorella Рори Бойл (2007).[9]
- Концерт для гобоя Джеймса Макмиллана (2010).[10]

## Записи
Даниэль записал много альбомов, как сольных, так и камерных.